# Pavol Jakubko
Pavol Jakubko (* 7. dubna 1960) je bývalý slovenský fotbalista.

## Fotbalová kariéra
V československé lize hrál za Tatran Prešov. Nastoupil ve 2 ligových utkáních. Ve druhé nejvyšší soutěži hrál za Slavoj Poľnohospodár Trebišov.

## Ligová bilance
| Ročník                                      | Zápasy | Góly | Klub                          |
| ------------------------------------------- | ------ | ---- | ----------------------------- |
| 1. československá fotbalová liga 1981/82    | 2      | 0    | Tatran Prešov                 |
| 1. slovenská národní fotbalová liga 1982/83 | 7      | 1    | Slavoj Poľnohospodár Trebišov |
| CELKEM                                      | 2      | 0    |                               |